# سهمیه‌های کنکور در ایران
سابقه تأثیر سهمیه در کنکور سراسری به اوایل انقلاب بازگردد. حدوداً به صورت ۴۰ یا ۴۵ ساله سهمیه در کنکور تأثیر داده شده است. سهمیه ایثارگران در کنکور از جمله سهمیه‌های مهم در کنکور است که بعد از جنگ ۸ ساله در کنکور به‌وجود آمد.
هر ساله حدوداً بیشتر از ۵۰ درصد رشته‌های پر متقاضی به افراد دارای سهمیه تعلق می‌گیرد. .

## لیست سهمیه‌های کنکور سراسری
- سهمیه آزاد (عادی)
- سهمیه کنکور برای همسر جانباز ۲۵ درصد و بالاتر
- سهمیه کنکور همسر آزاده
- سهمیه رزمنده داوطلب
- سهمیه جانبازان کمتر از ۲۵ درصد
- سهمیه فرزند داوطلب
- سهمیه همسر رزمنده داوطلب
- سهمیه جانبازان ۲۵٪ و بالاتر
- سهمیه آزادگان
- سهمیه فرزند شهید و مفقودالاثر
- سهمیه رزمنده وزارت جهاد کشاورزی
- سهمیه فرزند جانباز کمتر از ۲۵٪
- فرزند رزمنده وزارت جهاد کشاورزی
- سهمیه همسر رزمنده وزارت جهاد کشاورزی
- سهمیه فرزند جانبازان ۲۵ درصد و بالاتر
- سهمیه فرزند آزاده
- سهمیه همسر شهید و مفقودالاثر
- سهمیه رزمنده ستاد کل نیروهای مسلح
- سهمیه خانواده شهدای جنگ تحمیلی با رژیم صهیونیستی

## سهمیه شاهد و ایثارگر۲۵درصد
این سهمیه به جانبازان ۲۵ درصد و بالاتر و همسر و فرزندان آنها، همسر و فرزندان شهدا و مفقودالاثر و آزادگان و همسر و فرزندان آنها تعلق می‌گیرد. در مورد نحوه اعمال این سهمیه می‌توان گفت که رتبه کشوری داوطلبان دارنده سهمیه ایثارگری ۲۵ درصد، تقسیم بر ۲۰ الی ۴۰ می‌شود.اگر ظرفیت در نظر گرفته شده برای داوطلبان 25 درصد توسط این افراد تکمیل نگردد مابقی این سهمیه به افراد دارای سهمیه 5 درصد تعلق می گیرد .افراد دارای سهمیه 25 درصد در پذیرش در آزمون های استخدامی کشوری ، کنکور کارشناسی ارشد ، کنکور مقطع دکتری ، کنکور مقطع تخصص و فوق تخصص پزشکی نیز طبق قانون جامع خدمات رسانی به ایثارگران دارای سهمیه هستند.
افراد مشمول سهمیه شاهد و ایثارگر۲۵درصد: جانبازان و آزادگان،همسران و فرزندان شهیدان،همسران و فرزندان جانبازان (25% و بالاتر)،فرزندان و همسران آزادگان (1 سال و بالای 1 سال اسارت)،پدر، مادر، خواهر و برادر شهدا

## سهمیه ایثارگران ۵ درصد و رزمندگان
این سهمیه به جانبازان زیر ۲۵ درصد و همسر و فرزندان آنها و نیز همسر و فرزندان رزمندگان با حداقل ۶ ماه حضور داوطلبانه و یا داوطلبانی که زمان جنگ به صورت سرباز یا نیروی کادری (پایور) در جبهه حضور داشتند، سه چهارم مدت حضور این دسته از داوطلبان داوطلبانه در نظر گرفته می شود که اگر این مدت مذکور بیش از 6 ماه باشد، مشمول سهمیه رزمندگان می شود. تأثیر این سهمیه بسیار کمتر از سهمیه ۲۵ درصدی است، به نحوی که رتبه کشوری داوطلبان دارای سهمیه ۵ درصدی تقسیم بر 15می‌شود.
اگر ظرفیت در نظر گرفته شده برای داوطلبان 25 درصد توسط این افراد تکمیل نگردد مابقی این سهمیه به افراد دارای سهمیه 5 درصد تعلق می گیرد .افراد دارای سهمیه 5 درصد در پذیرش در آزمون های استخدامی کشوری ، کنکور کارشناسی ارشد ، مقطع دکتری ، کنکور مقطع تخصص و فوق تخصص پزشکی نیزطبق قانون جامع خدمات رسانی به ایثارگران دارای سهمیه هستند.
افراد مشمول سهمیه ایثارگران ۵ درصد و رزمندگان: رزمندگان (با سابقه حداقل 6 ماه حضور داوطلبانه در جبهه) ، همسر و فرزندان رزمندگانی که حداقل 6 ماه در جبهه حضور داوطلبانه داشتند.،فرزندان جانبازان زیر 25%،فرزندان آزادگان کمتر از 1 سال اسارت

## سهمیه مناطق
تمامی داوطلبان کنکور سراسری مشمول این سهمیه هستند. کلیه نقاط کشور، براساس رفاه آموزشی و امکان استفاده از این امکانات به ۳ منطقه یک، دو و سه تقسیم می‌گردد. این سهمیه برای داوطلبان کنکوری بر اساس محل اخذ مدرک تحصیلی سه سال آخر دوره دبیرستان هر داوطلب در نظر گرفته می‌شود.
در واقع هدف از تقسیم داوطلبان بر اساس مناطق سه‌گانه این بوده که تأثیر جمعیت شهر، امکانات آموزشی و سایر آیتم‌ها روی نتیجه کنکور داوطلبان تأثیر تعیین‌کننده‌ای نداشته باشند و عدالت اجرا شود. پس طبیعتاً فرقی نمی‌کند سهمیه شما برای کدام منطقه باشد و شانس قبولی در مناطق سه‌گانه با یکدیگر برابر است. برای مثال در منطقه ۳ رقابت درسی بین داوطلبان بدلیل کمبود امکانات آموزشی کمتر از منطقه ۱ و ۲ است اما از طرفی جمعیت داوطلبان منطقه ۳ بیشتر از سایر مناطق(تعداد داوطلبان منطقه 3 دو برابر منطقه 1) است.

### مقایسه مناطق
- منطقه یک شامل کلان‌شهرها و مناطقی با بیشترین سطح رفاه و امکانات آموزشی است.

- منطقه دو شامل شهرهای با سطح امکانات متوسط است.
- منطقه سه شامل مناطق محروم، روستاها، شهرهای کم‌جمعیت و مناطقی با کمترین سطح دسترسی به منابع آموزشی است.

تمامی متقاضیان دارای معلولیت (بینایی، شنوایی، جسمی ـ حرکتی، آسیب گفتار و زبان، اعصاب و روان و اختلالات تکامل رشد از جمله اوتیسم) جزو سهمیه منطقه 3 محسوب می‌شوند.
هدف از این تقسیم‌بندی، ایجاد عدالت آموزشی و کاهش تبعیض منطقه‌ای در فرآیند پذیرش دانشجو است. واقعیت این است که سطح امکانات آموزشی، کیفیت معلمان، دسترسی به منابع کمک‌درسی، اینترنت، و حتی کلاس‌های کنکور حضوری در نقاط مختلف کشور یکسان نیست. به عنوان مثال، داوطلبی که در یک مدرسه‌ روستایی با حداقل امکانات تحصیل کرده است، طبیعتاً نمی‌تواند از همان سطح آمادگی برخوردار باشد که داوطلبی از مدارس تیزهوشان یا نمونه‌دولتی در کلان‌شهرهایی مثل تهران، اصفهان یا شیراز دارد.
بر همین اساس، مناطق کشور به گونه‌ای تقسیم شده‌اند که رقابت داوطلبان با شرایط آموزشی مشابه در کنار یکدیگر انجام شود. این سهمیه تفاوتی در سهمیه‌بندی دانشگاه‌ها ایجاد نمی‌کند، بلکه صرفاً باعث می‌شود که شانس داوطلبان در شرایط نابرابر آموزشی با یکدیگر مقایسه نشود.

## سایر سهمیه‌های خاص
- سهمیه بلایای طبیعی: شورای عالی انقلاب فرهنگی بر اساس میزان خسارت وارده بر اثر زلزله یا سیل در یک استان، برای داوطلبان آن استان به مدت حداکثر سه سال سهمیه بلایای طبیعی را در نظر می‌گیرد. دو نکته مهم در مورد این سهمیه این است که اولا سهمیه بلایای طبیعی ۵ درصد و به صورت مازاد بر ظرفیت عادی دانشگاه‌ها است و دوم اینکه این سهمیه فقط برای دانشگاه‌های استان‌های آسیب دیده در نظر گرفته می‌شود.[۱]
- سهمیه هیئت علمی:  فرزندان اعضای هیئت علمی دانشگاه‌ها می‌توانندبا استفاده از سهمیه هیئت علمی از دانشگاه محل تحصیل خود به یکی از دانشگاه‌های محل خدمت والدینشان انتقالی بگیرند. به دنبال اعتراضات گسترده داوطلبان به این سهمیه، فعلاً و تا به امروز دیوان عدالت به حذف سهمیه هیئت علمی رای مثبت داده است.[۱]
- سهمیه بهیاران: به دارندگان دیپلم بهیاری با داشتن حداقل ۳ سال سابقه خدمت و گواهینامه اشتغال به خدمت در صورتی که بتوانند حداقل ۷۰ درصد نمره آخرین فرد پذیرفته شده در گزینش آزاد را کسب کنند، سهمیه بهیاران تعلق خواهد گرفت. به این داوطلبان به مدت ۵ سال و به میزان حداکثر ۵ درصد از ظرفیت کد رشته‌های پرستاری و حداکثر ۵ درصد ظرفیت کد رشته‌های اتاق عمل و هوشبری به مدت ۵ سال یعنی از سال ۱۴۰۲ تا ۱۴۰۶، اختصاص داده می‌شود.[۱][۵][۶][۷]

## آمار جمعیتی هر سهمیه
| جدول آمار داوطلبان سهمیه مناطق ۱، ۲ و ۳ و سهمیه ایثارگران سال ۱۴۰۱ |                   |                              |                              |                              |                                        |                                         |
| گروه آزمایشی                                                       | تعداد کل داوطلبان | تعداد داوطلبان سهمیه منطقه ۱ | تعداد داوطلبان سهمیه منطقه ۲ | تعداد داوطلبان سهمیه منطقه ۳ | تعداد داوطلبان سهمیه ۵ درصدی ایثارگران | تعداد داوطلبان سهمیه ۲۵ درصدی ایثارگران |
| علوم ریاضی                                                         | ۱۳۲۴۵۲            | ۳۹۷۴۲                        | ۴۸۵۰۱                        | ۳۵۲۱۲                        | ۷۶۹۷                                   | ۱۲۵۰                                    |
| تجربی                                                              | ۵۱۰۰۸۳            | ۸۴۴۴۹                        | ۱۷۲۹۲۷                       | ۱۹۴۶۵۲                       | ۴۳۹۷۷                                  | ۱۳۵۱۲                                   |
| انسانی                                                             | ۳۷۵۸۶۹            | ۴۳۹۹۸                        | ۱۰۲۸۰۲                       | ۲۰۴۰۹۲                       | ۲۰۰۰۱                                  | ۴۷۰۲                                    |
| زبان‌های خارجی                                                      | ۱۵۶۲۳۰            | ۳۲۳۱۵                        | ۵۳۷۹۵                        | ۵۷۳۱۳                        | ۱۱۱۶۶                                  | ۱۶۸۲                                    |
| هنر                                                                | ۱۳۲۳۴۶            | ۳۰۷۱۸                        | ۴۳۲۵۹                        | ۴۶۹۵۳                        | ۹۴۱۹                                   | ۱۹۳۴                                    |